# السوق المركزي (مدينة البيضاء)

تعديل مصدري - تعديل

حارة السوق المركزي هي إحدى حارات مدينة مدينة البيضاء أحد مدن محافظة البيضاء، بلغ تعداد سكانها 84 نسمة حسب تعداد اليمن لعام 2004.